# 斯塔羅氏洞鰍
斯塔羅氏洞鰍（學名：Troglocobitis starostini）為輻鰭魚綱鯉形目條鰍科洞鰍屬的其中一種。被IUCN列為易危保育類動物，分布於亞洲土庫曼斯坦淡水流域，棲息在洞穴底層水域，生活習性不明。

## 扩展阅读
維基物種上的相關：斯塔羅氏洞鰍